# Lo Glaisiu
Lo Glaisiú (en francès Le Glaizil) és un municipi francès situat al departament dels Alts Alps i a la regió de Provença – Alps – Costa Blava.

## Demografia
| 1846                                       | 1962 | 1968 | 1975 | 1982 | 1990 | 1999 | 2006 | 2016 |
| ------------------------------------------ | ---- | ---- | ---- | ---- | ---- | ---- | ---- | ---- |
| 635                                        | 195  | 155  | 168  | 175  | 169  | 179  | 166  | 170  |
| Des de 1962: població sense dobles comptes |      |      |      |      |      |      |      |      |

## Administració
| Període   | Identitat            | Partit |
| --------- | -------------------- | ------ |
| 1965-1971 | Joseph Garnier       |        |
| 1971-1983 | René Arques          |        |
| 1983-1989 | Marie-Hélène Servel  |        |
| 1989-2007 | Albert Mazet         |        |
| 2007-2020 | Jean-Pierre Gauthier |        |
| 2020-     | François Collin      |        |